# Хупде (язык)
Хупде (Hup, Hupdë, Hupdá, Hupdé, Hupdá Makú, Jupdá, Macú, Makú-Hupdá, Macú De, Hupda, Jupde) — один из четырёх пуйнавских языков. У хупде есть две разновидности: юхуп («Maku», Makú-Yahup, Yahup, Yahup Makú, Yëhup), на котором говорят в 11 деревнях на территориях рек Апапорис, Игарапе-Самаума, Кастанья, Кунури и Тикье штата Амазонас в Бразилии, и собственно хупде (Hup, Hupda, «Hupdá Makú», Hupdë, «Jupdá Macú», Jupde, «Macú de Tucano», «Makú-Hupdá», Ubdé), который распространён на территории реки Ауари на северо-западе штата Амазонас в Бразилии, а также в речной системе Папури и Тикье в Колумбии.
Письменность на латинской графической основе: Ə ə, Ə̃ ə̃, A a, Ã ã, B b, Ch ch, D d, E e, Ẽ ẽ, Æ æ, Æ̃ æ̃, H h, I i, Ĩ ĩ, Ɨ ɨ, Ɨ̃ ɨ̃, K k, M m, N n, O o, Õ õ, Ɔ ɔ, Ɔ̃ ɔ̃, P p, T t, U u, Ũ ũ, W w, Y y.